# 彎棘䲗
弯棘䲗（学名：Callionymus curvicornis）为䲗科䲗屬的鱼类，俗名弯棘鼠衔鱼、李查逊背果鼠衔鱼、䲗。分布于朝鲜、日本、台湾岛以及中国东海、南海沿岸等海域。该物种的模式产地在留尼汪。